# Sezemice
Sezemice (německy Sezemitz) jsou město v okrese Pardubice, ležící při řece Loučné zhruba 6 km severovýchodně od krajského města Pardubice. Žije zde přibližně 4 500 obyvatel.

## Historie
Oblast Sezemic byla osídlena už před naším letopočtem. První písemná zmínka pochází z roku 1227, kdy šlechtic Kojata z Gněvina Mostu, rodem Hrabišic, odkázal ve své závěti ves Sezemice spolu s dalšími třemi statky cisterciáckému klášteru v Sedlci u Kutné Hory. Jak dlouho Sezemice existovaly před tímto letopočtem a kdo Sezemice založil, zůstává zastřeno tajemstvím. Ve druhé polovině 13. století byl založen panenský cisterciácký klášter Sezemice. Už roku 1421 byl ale vypálen husity. Na rozdíl od místního kostela Nejsvětější Trojice, klášter už obnoven nebyl. Po zničení kláštera přešly Sezemice do majetku pánů Kunětické Hory. Po husitských válkách se Sezemicím nevedlo dobře, dokud panství nekoupili Pernštejnové. V letech 1491–1559 byly Sezemice v majetku Pernštejnů (Vilém 1491–1521, Vojtěch 1521–1534). Od nové vrchnosti získaly řadu privilegií, měly vlastní samosprávu a dokonce i školu písemně doloženou v roce 1494. V té době již měly Sezemice výsady trhů a jarmarků a vybírání cla. Měly již i svůj městský znak. V letech 1534–1548 vlastnil Sezemice Jan z Pernštejna, zvaný „Bohatý“. Čtvrtým a zároveň posledním majitelem Sezemic z rodiny Pernštejnů byl Janův syn Jaroslav.
Ten roku 1560 prodal celé panství pardubické a kunětickohorské svému věřiteli rytíři Janu Kapounovi ze Svojkova. Následujícího roku prodal Jan Kapoun celé panství pardubické pozdějšímu císaři Maxmiliánovi II., k rukám komory české. Tím se Sezemice staly majetkem rakouských císařů, v jejichž vlastnictví zůstaly jako součást pardubického panství až do roku 1863. Městem se Sezemice staly r. 1834. Přestože se město nestalo za světových válek bojištěm, mnoho z jeho obyvatel padlo. V té první zahynulo 88 mužů v řadách rakousko-uherské armády nebo v legiích. Z války se vrátilo 35 sezemických občanů v uniformách československých legií, ustavených v Rusku, Francii a Itálii. Ve druhé světové válce bylo za odbojovou činnost nebo z rasových důvodů popraveno či umučeno ve fašistických věznicích a koncentračních táborech 25 občanů ze Sezemic.

## Osobnosti
- Alfréd Bartoš (1916–1942), velitel výsadkové skupiny Silver A, vyrůstal zde
- Karel Bezdíček (1888–1915),  praporečník dobrovolnické roty Nazdar, vyrůstal zde
- František Horáček (1891–1941) – brigádní generál a příslušník protinacistického odboje, narodil se zde

## Symboly města
Znak města tvoří stříbrný štít se třemi červenými kosmými pruhy. Nad štítem je zlatá královská koruna. Původ ani časové vymezení udělení znaku Sezemicím není možné s úplnou jistotou uvést, avšak s největší pravděpodobností dané tři pruhy značí tři vodní toky, které protékají územím. Jedná se o Labe, Loučnou a Lodrantku. Korunka značí informaci, že Sezemice byly královským městem.
Prapor má město od roku 2002. Rada města Sezemic na svém zasedání 28. března 2001 doporučila návrh podoby městského praporu, který byl schválen na zasedání zastupitelstva města 10. července téhož roku. Ústředním motivem praporu se stal starobylý znak města Sezemic.

## Pamětihodnosti
- Původně gotický kostel Nejsvětější Trojice
- Dřevěná osmiboká zvonice ze 16. století v sousedství kostela
- Pseudogotická kaple sv. Josefa od Fr. Schmoranze z roku 1854 v jižní části města, na křižovatce směr Veská
- Hřbitovní kaple Panny Marie z roku 1902 na návrší ve východní části města
- Pomník padlým ve světových válkách ve svahu pod hřbitovem
- Empírová Stará radnice z roku 1833 na Husově náměstí, v jejím sousedství moderní Nová radnice
- Pomník kpt. Alfréda Bartoše, velitele paraskupiny Silver A u Nové radnice (2007)
- Pomník Karla Bezdíčka,[4] prvního praporečníka české setniny Nazdar ve Francii. Pomník stojí u autobusové zastávky pošta ve směru na Rokytno.[5]
- Socha sv. Jana Nepomuckého (1753) a pomník Jana Husa na náměstí
- Dům čp. 92 se štítem ve stylu selského baroka na náměstí
- Cihelno-betonový akvadukt („Velký akvadukt“) se dvěma mostními oblouky původně z roku 1892, mimoúrovňové křížení Mlýnského náhonu a Zadní Lodrantky jihovýchodně od města. V roce 2009 byl opraven.
- Malý akvadukt, který se nachází přibližně 1 km jižně od Velkého. Byl vybudován v roce 1898, aby sváděl odpad zvaný Barevna.
- Halda, umělý, cca 10 km dlouhý pardubický a sezemický kanál z roku 1495, který sloužil jako náhon pro Winternitzovy mlýny. Odbočuje z řeky Loučná v sezemických Počaplech.

## Pověsti
Podle zdejších zvonů v Pardubicích předpovídali počasí – když je totiž bylo slyšet až do Pardubic, znamenalo to, že bude brzy pršet.

## Sezemice dnes
Starostou je Martin Staněk. Ve městě je pošta, nová radnice, mateřská a základní škola, ordinace praktického, dětského, zubního a ženského lékaře a několik restauračních zařízení.
Město patří, spolu s dalšími 9 obcemi, do Svazku obcí Loučná. Městem prochází řeka Loučná. Ze Sezemic pochází rychlostní kanoista Martin Doktor, který má v nedaleké Lukovně (protéká jí řeka Labe) svůj klub. K Sezemicím dále patří Dražkov, Kladina, Lukovna, Počaply, Velké Koloděje a Veská.

## Galerie

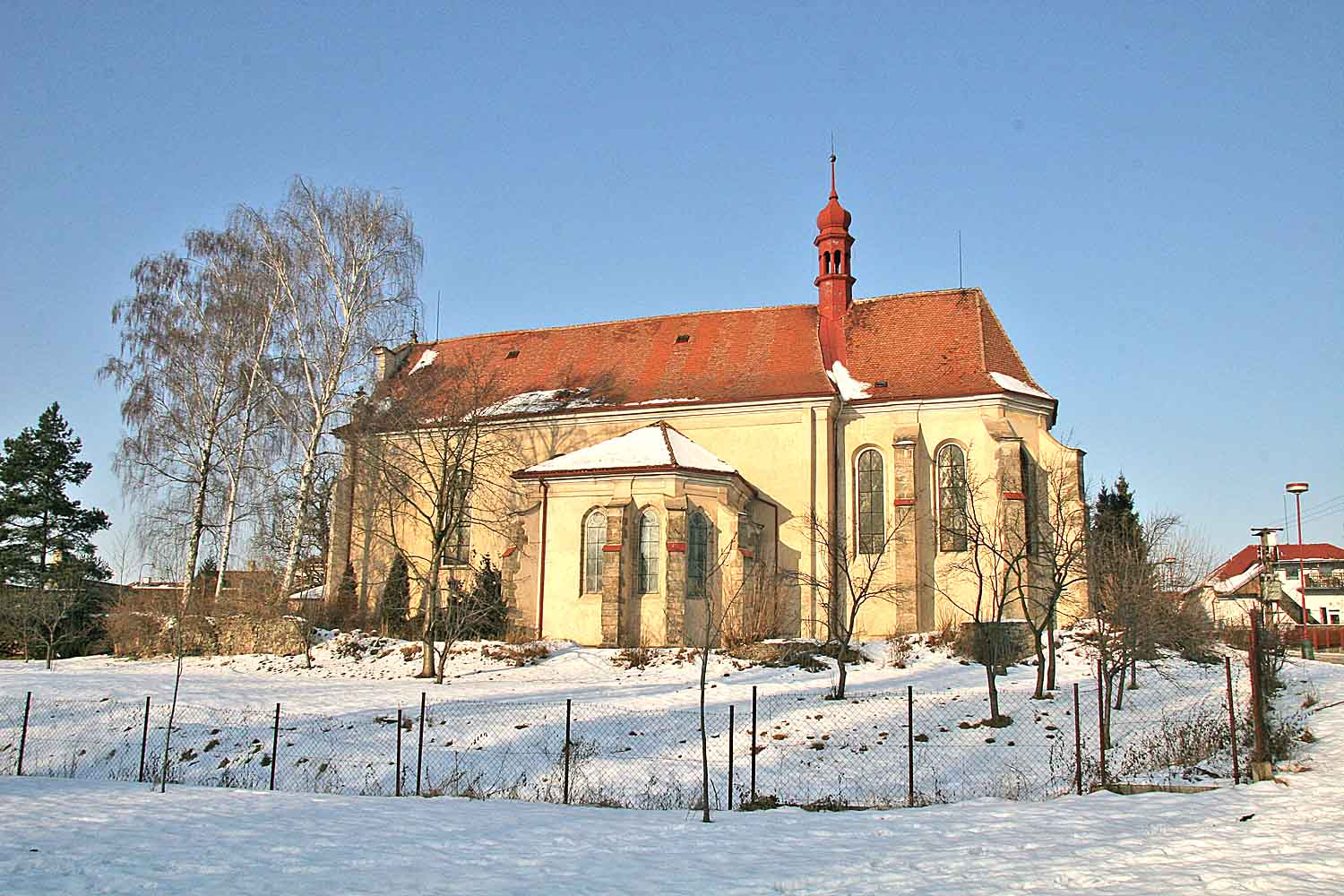
Kostel Nejsvětější Trojice
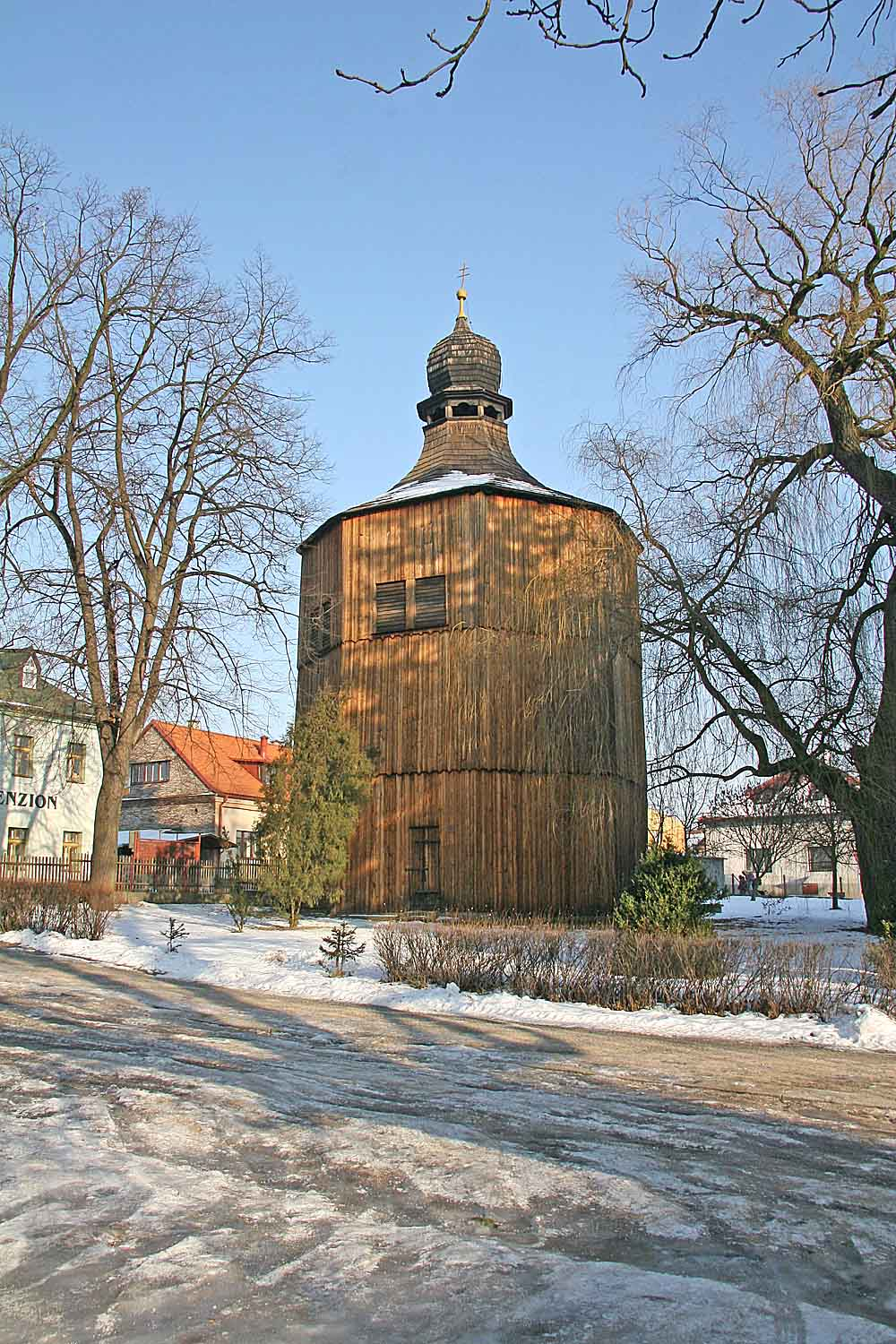
Dřevěná zvonice při kostele Nejsvětější Trojice
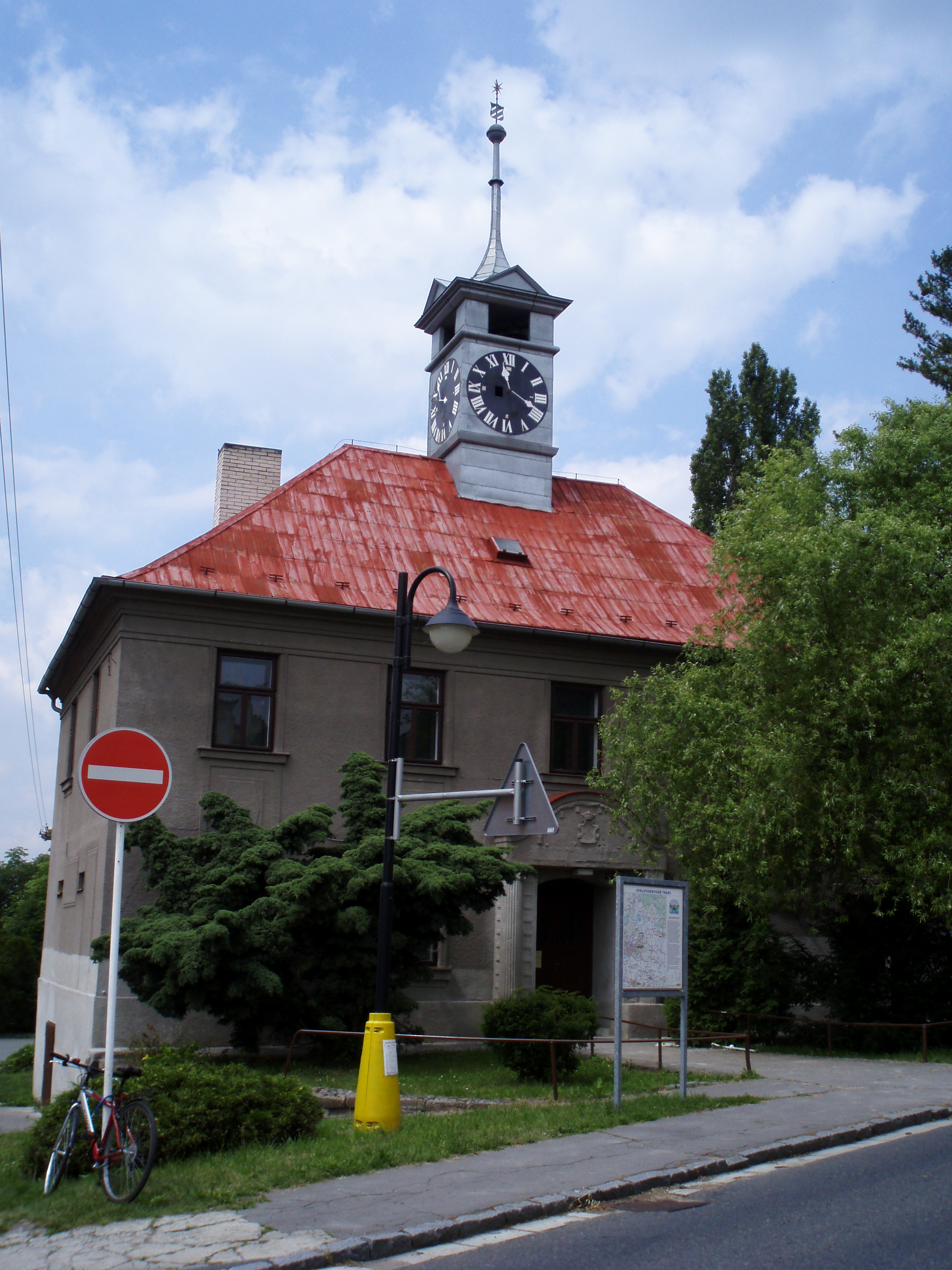
Stará radnice
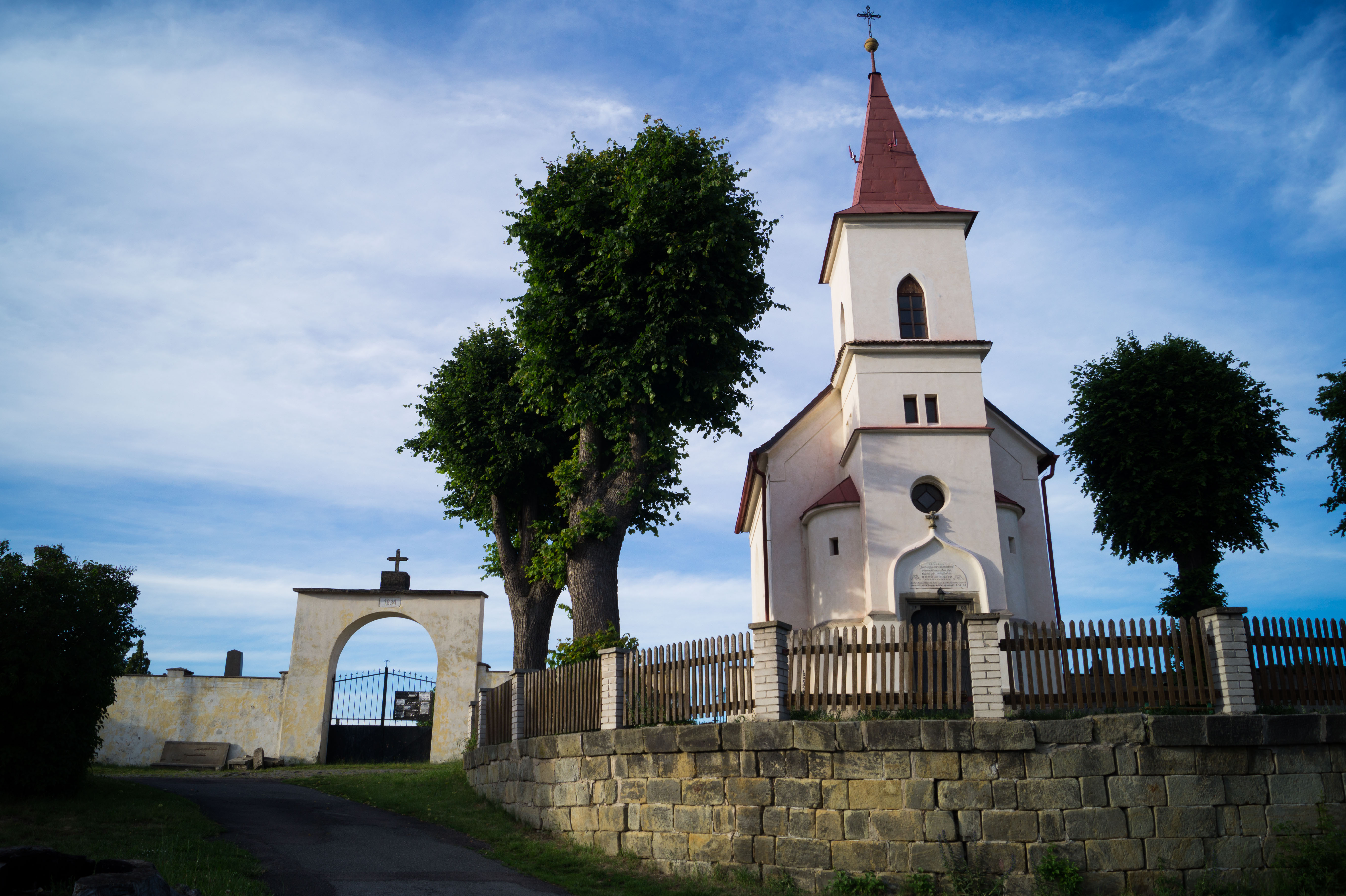
Hřbitovní kaple Panny Marie
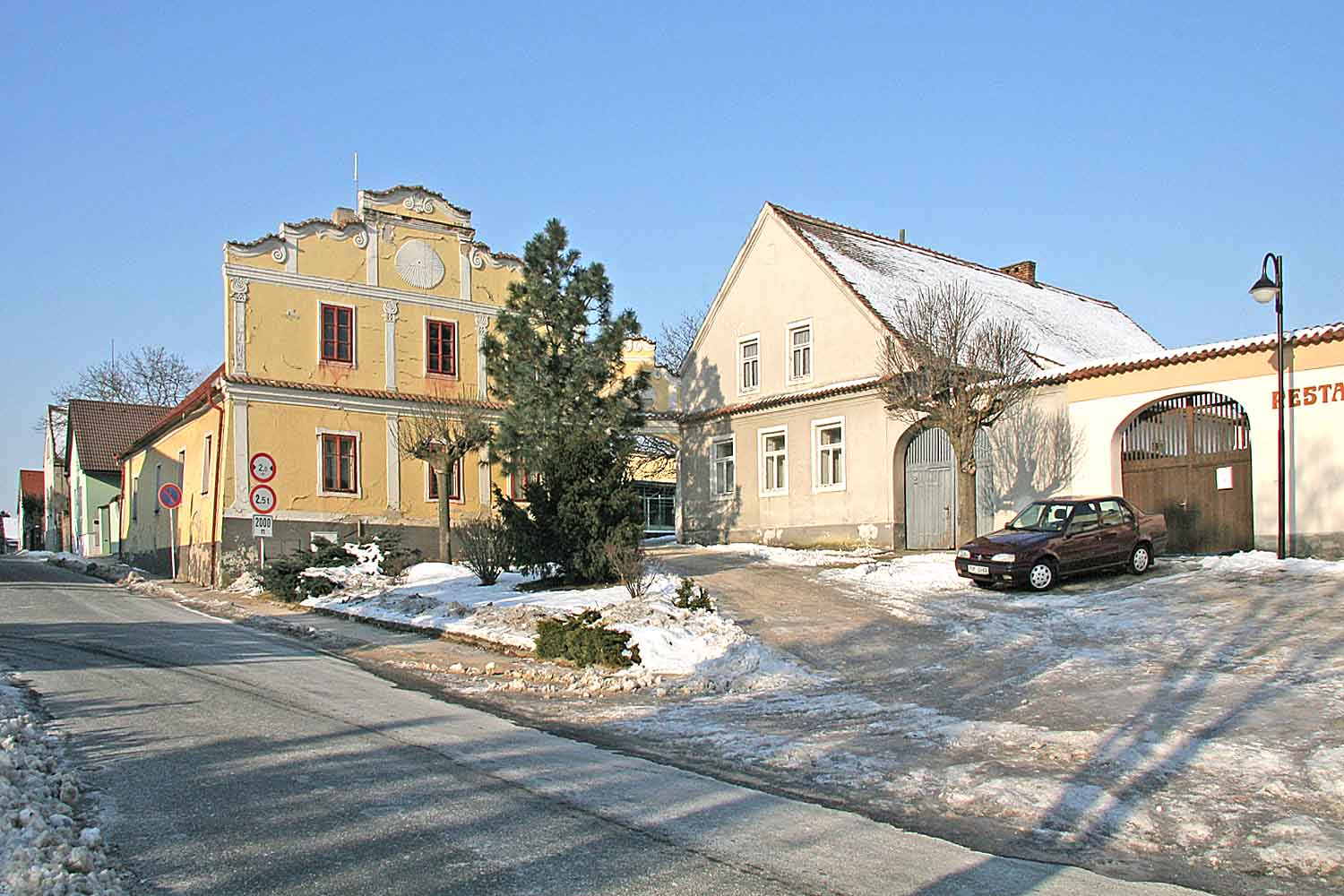
Dům čp. 92 (vlevo) na Husově náměstí
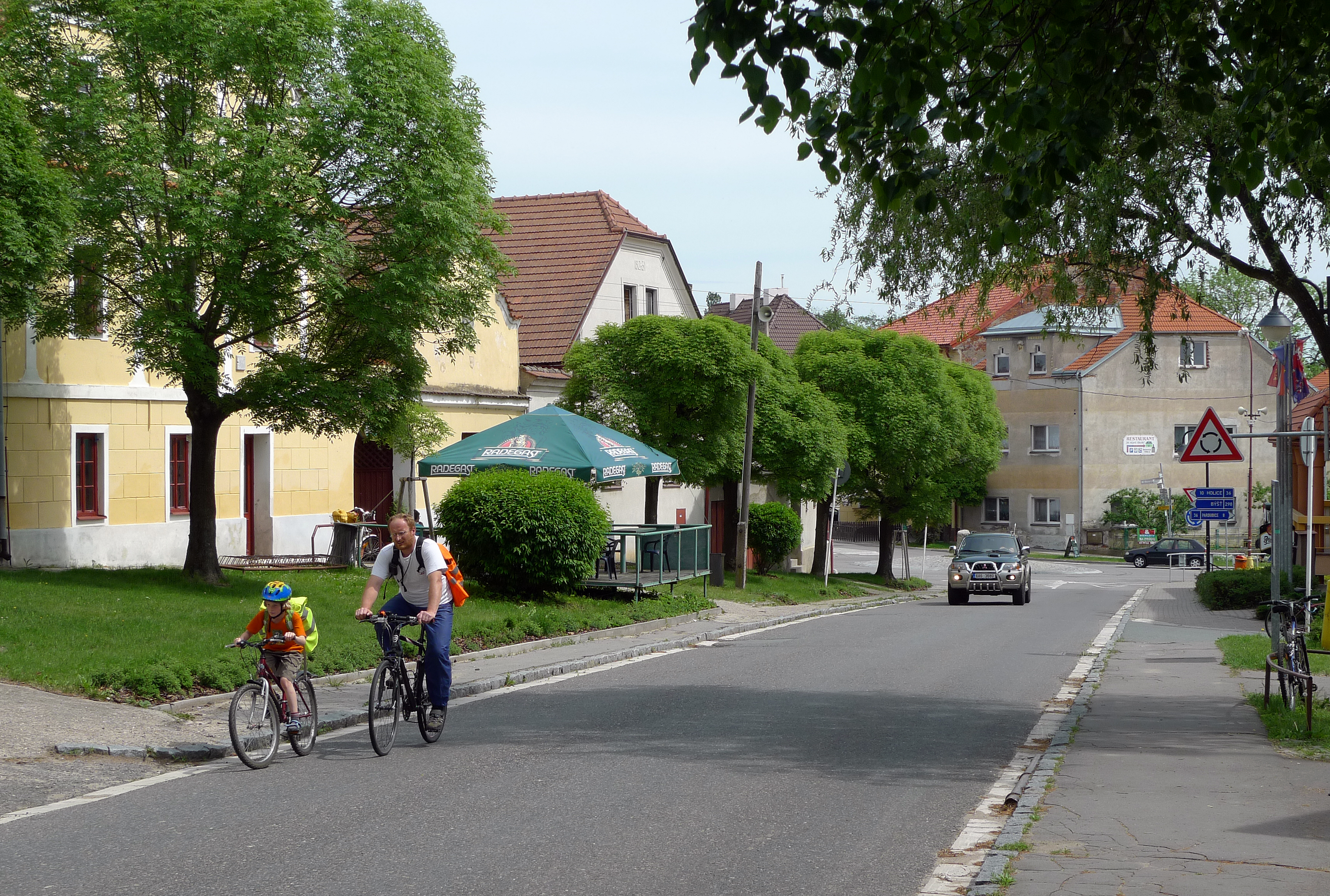
Hlavní ulice
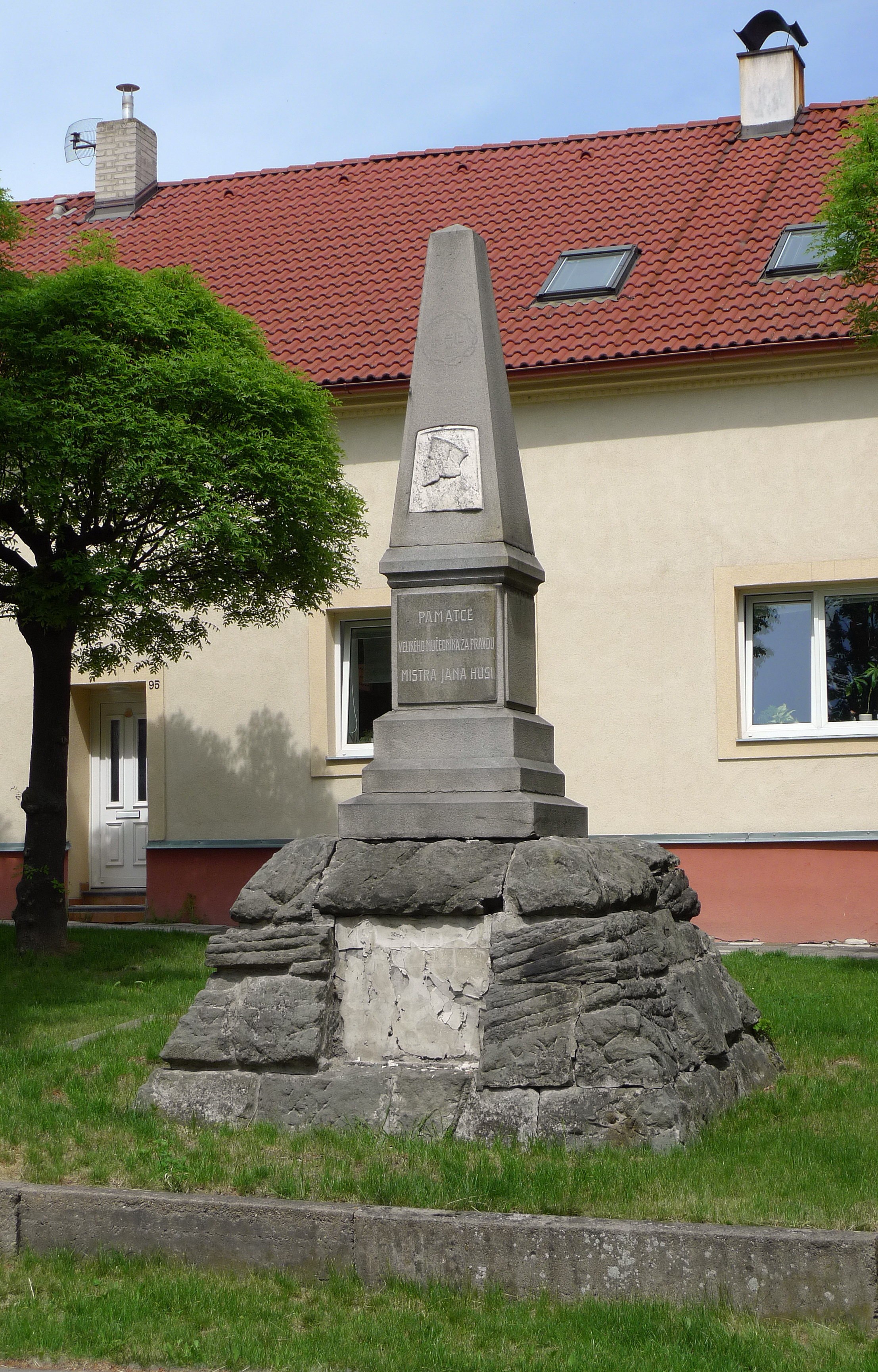
Husův pomník
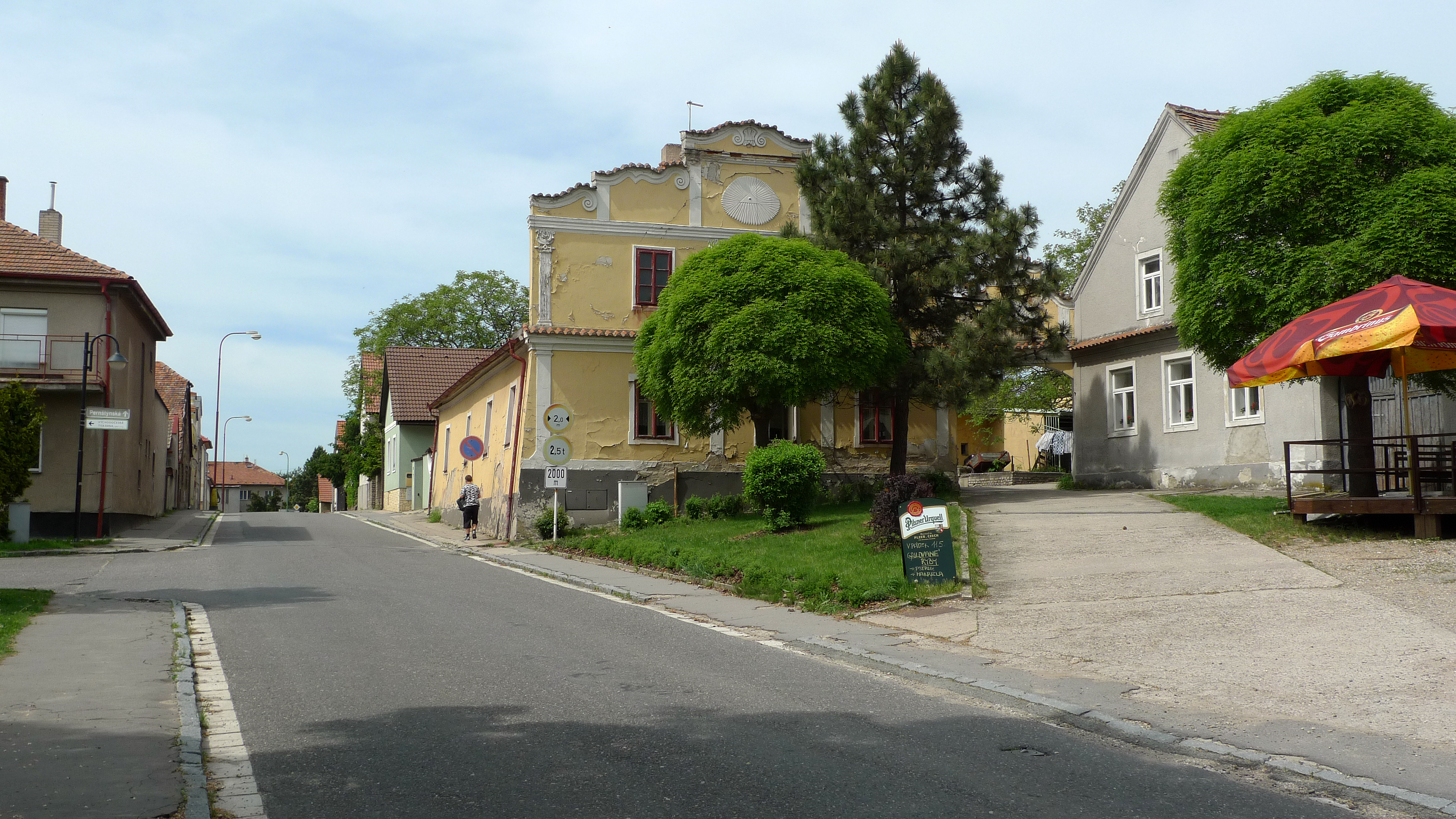
Hlavní ulice
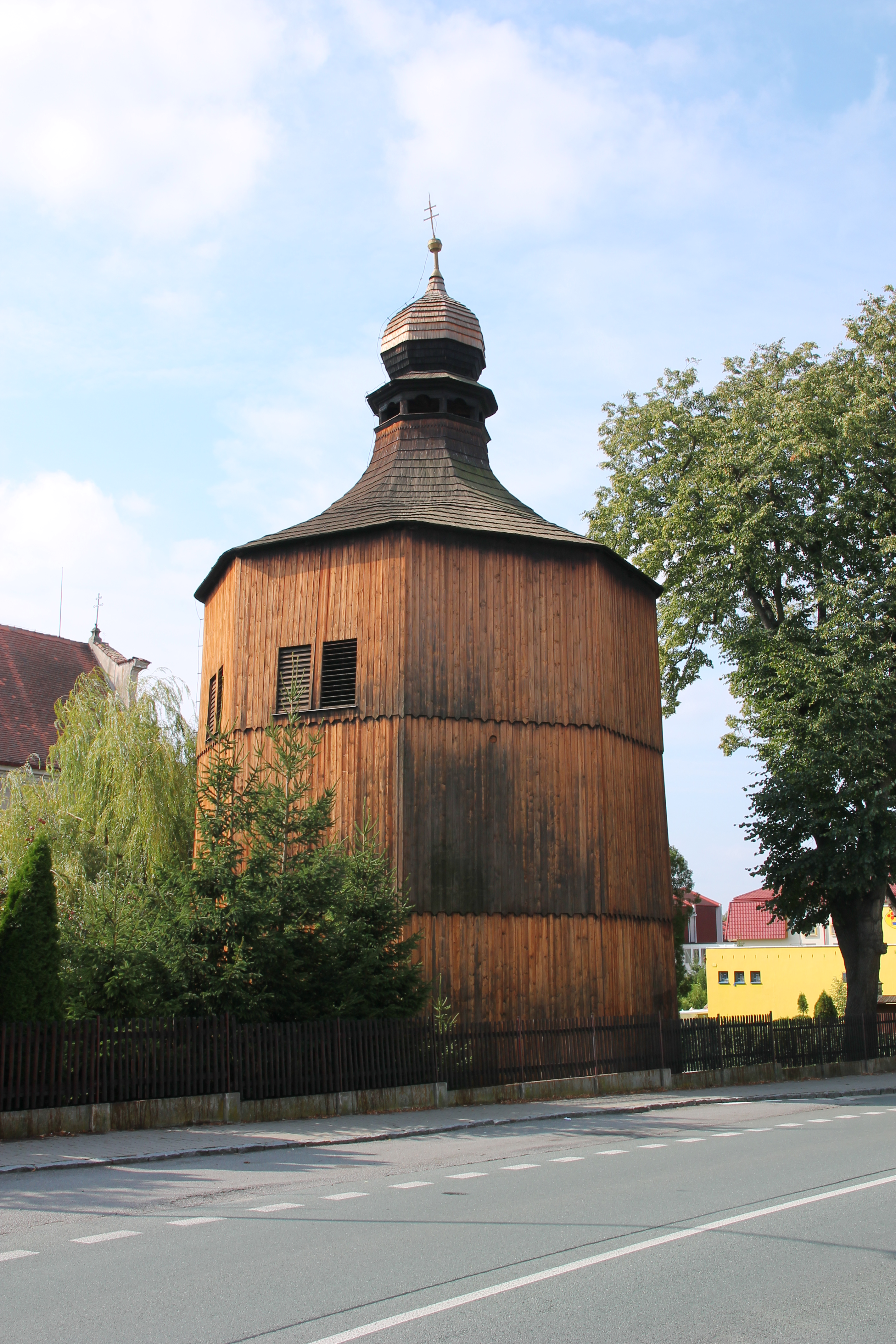
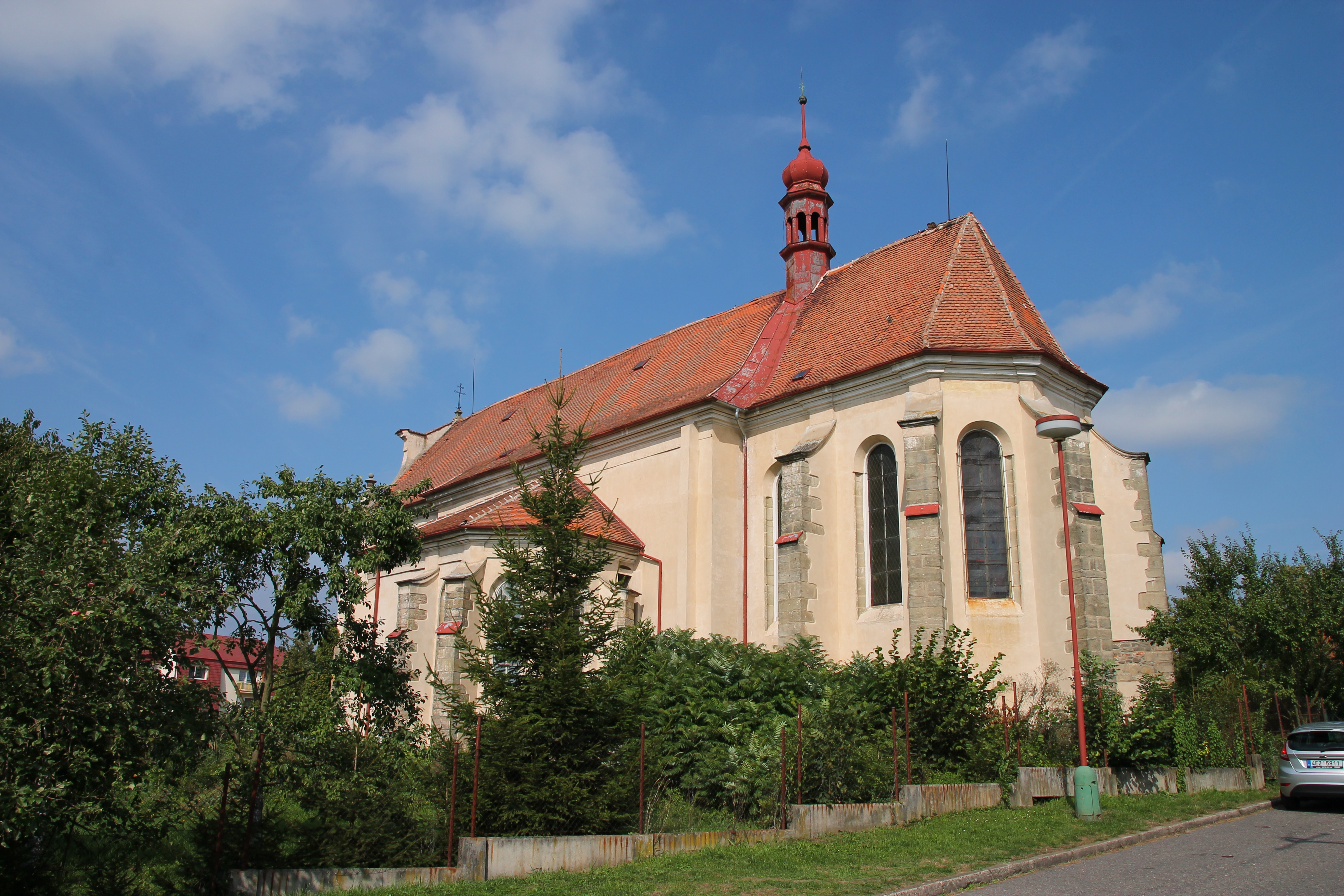